# 魁！！天兵高校
《魁！！天兵高校》（日语：魁!!クロマティ高校）是日本漫畫家野中英次所作的搞笑漫画。之後改编为电视动画和真人电影。
故事讲述的是主人公神山高志在被称为坏人的巢穴的克罗马帝高校的遭遇。在克罗马帝高校中，可以看到赤裸上身的大叔骑马狂奔、猩猩使用木梯和剪刀，还有日语流利的外星人、戴面具的劫机犯和经常给自己上润滑油的机器人出没其中。然而神山凭借着自己极高的适应能力在其中平凡地生活着。

## 劇情簡介
主角神山高志在國中時代是資優生，但常遭同學勒索，後由另一名不良少年山本一郎所搭救（但是失敗了），神山為了鼓勵這位認為自己無法升學的朋友，決定兩人一起去參加號稱「無論如何無可救藥的笨蛋都能考上」的克罗马帝高校招生考試，但是神山沒有料到，山本一郎居然落榜了（以賣章魚燒為業），神山只好單獨面對克罗马帝高校裡的世界。（不過動畫並沒有說明神山為何來報考克罗马帝高校，只叫觀眾自己去看原作漫畫。）

## 登場人物
- 神山高志(配音員：櫻井孝宏/少女化：金井美香)

克羅馬帝高中一年級，個性認真，國中常被欺負，擅長跑腿。說話做事看似很有道理也很有常識，但實際上是個亂七八糟的人。幾乎校內的老大都依賴神山解決問題，甚至校外的老大也視神山為死對頭。有在夜間的笑話廣播節目投稿的習慣，因此被另一個學校的老大視為最想跟他合作出道（抄襲）的對象。在後段的選拔中，贏得「全國高中黑道老大」大賽優勝的殊榮。
- 林田慎二郎(配音員：鈴木琢磨)

神山進入學校後第一個拜把兄弟。看似好像超級不良少年，其實是個家教很嚴做事也很嚴謹的人，因為叛逆的關係才會裝做不良少年。擁有神奇的龐克頭，頭髮可以莫名其妙的亂動，但事實上那是假髮，真正的髮型像個普通的上班族。
- 前田彰(配音員：稻田徹)

國中時代號稱打架沒輸過，卻老是被敵對的高中綁架的傢伙。是作品中極少數擁有正常人常識的傢伙，但卻有一個超乎常理的老媽。同時，也是神山第二個拜把兄弟。值得一提的是，班上不良少年只要有聚會，都會擠到前田家，讓前田造成困擾。
- 機械澤新一(配音員：若本規夫/初期化：金井美香)

莫名其妙的角色，是一個機械人。但是不僅是本人，連班上同學都沒意識到它是機械人，只有神山跟林田對它的存在感到莫名其妙。很講義氣，不管校內跟校外都很吃的開，讓兄弟感覺很可靠。對機械沒輒，卻可以幫自己鎖螺絲、上機油。暴走的時候，只要按下OS的重置鈕就可以重啟了，但記憶會全部消失！時常會壞掉，但是壞掉後又常常被改造成其他的機械產品。是本作中笑點主要來源。
- 竹之內豐(配音員：內藤玲)

克羅馬帝高中的「打架型老大」，與神山的「談判型老大」作風大相逕庭。打架最強，名震高中不良少年界，校內三大最凶惡角色之一。唯一的缺點，就是乘坐各種交通工具會暈。而且每次乘坐交通工具的時候，都會被神山等人無意的惡整。在修學旅行的時候，因為飛機被劫機使的他在南美洲流浪一段時間。而他流浪的期間，則由劫機犯代替他的位置，卻沒有被人發現。
- 弗雷迪(配音員：無)

不說話的角色，有著大鬍子跟凶惡的外觀，看上去像是外國的摔角選手，被認為是學校三大凶惡角色之一。不知为何，總是騎騬高大的黑馬在學校亂晃。不明原因，總是跟神山等人一同行動，有著野性的直覺。角色設計原形來自歌手佛萊迪·摩克瑞。是本作中笑點主要來源。
- 猩猩(配音員：無)

不明原因出現在校內的大猩猩，校內最最凶惡的動物，也是校內三大最凶惡的角色之一。有時候會莫名其妙的多出一隻母的。會跟神山一起行動，原因不明。本作中笑點主要來源之一。
- 北斗武士(配音員：森訓久)

北斗財閥的繼承人，以為自己的權力無所不能，轉學到克羅馬帝高中。沒想到轉學第一天，卻發現克羅馬帝是公立學校，他老爸不可能是這間學校的理事長。情急之下，只好謊稱為了對付自己老爸才轉學進來。只是神山被唬的一愣一愣，還跟他一起創立「打倒日本黑暗的後台」社團，讓北斗哭笑不得。神山的拜把兄弟之一。
- 北斗的小弟(配音員：陶山彰央)

北斗武士的跟班，同時也是北斗武士的乾弟弟。從頭到尾沒有名字，每次要說自己的名字的時候，總是會被莫名其妙的事件阻止。是前田以外，作品裡面另外一個擁有正常人常識的角色。兩人是國中的時候才認識，但是卻被北斗誤認為兩個人是一起長大的死黨。
- 山口昇(配音員：風間勇人)

克羅馬帝高中的敵對學校─西部基礎工業高中的老大，打架強、飆車族。有一頭阿芙羅頭，總是帶著黒墨鏡。被屬下認為是不喜歡搞笑的人，但是其實最喜歡搞笑。有在夜間笑話廣播節目投稿的習慣，自認是個笑話專家。把神山認定為假想敵，但是又很想跟神山合作出道成為搞笑藝人。
- 石川淳(配音員：上田祐司)

山口的屬下，被山口認為沒有搞笑能力。因為喜歡說一些低級的笑話，常常被山口打。
- 坂本(配音員：志村知幸)

山口的屬下，認真的角色，被認為有搞笑天份。
- 前田的母親(配音員：林原惠)

跟前田長的一模一樣，看起來很有氣勢，常常會被神山等人誤認為前田。幾乎不會說話，有的也只有「嗯」一聲而已。面無表情，喜怒不明。曾經把機械澤改造成冰箱。
- PU TAN(配音員：檜山修之)

穿著布偶裝的電視搞笑演員，笑點不明，卻很受歡迎。本來山口想要參考PU TAN，但是最後也因為找不到笑點放棄了。
- PU TAN的搭當(配音員：中村大樹)

穿著布偶裝的電視搞笑演員，負責捧哏的位置，但是一樣是笑點不明。
- 機械澤β(配音員：金井美香)

機械澤的弟弟，曾經被猩猩、北斗武士採壞、被林田丟壞。修理過後體積變小，具有手機功能。修理期間曾經被林田用茶葉罐掉包，導致機械澤暴走。
- 賴戶內傑克遜(配音員：梁田清之)

巴斯高中老大，時常綁架前田。本來想要一舉打垮克羅馬帝高中，但是被克羅馬帝高中裡面各種超常識現象給震懾。力氣大，有巴斯的力王之稱。開會的時候，鼻毛會跑出來。
- 竹城秋夫(配音員：家中宏)

巴斯高中的老二，智將。對於克羅馬帝的超常識現象，完全一點辦法都沒有。開會的時候，很容易被賴戶內的鼻毛吸引。
- 竹之內替身(配音員：黑田崇矢)

劫機犯，竹之內在飛機上收的手下。竹之內在美洲流浪時，於學校內代替竹之內的人。總是帶著摔角選手的面具，說話老成。似乎在墨西哥坐過牢。在漫畫後期，曾經拜枕頭道的老師傅為師。
- 外星人(配音員：中村大樹)

總是會在莫名其妙的時機，乘坐隕石墜落在克羅馬帝高中。
- 田中牧男(配音員：鈴村健一)

總是被欺負的高中生，外表軟弱，但是網路上卻意外的毒舌。
- SADAHARU(配音員：內田文吾)

山路最強的重型機車飆車手，在敗給神山以及摩托車化的機械澤之後退出車壇。
- 中尾明(配音員：梅津秀行)

山口特命的左右手，讓石川忌妒的人。才能是腹語術。
- 藤本貴一(配音員：志村知幸)

瑪莉艾魯高中老大，打架很強，出手狠，看似沉著又冷靜。實際上是BBS的版主，在網路上是個注重禮儀的好人。神山的網友。
- 平井建(配音員：菊池正美)

留級生。因為年紀大，在班上說話有份量。支持神山的不遲到運動。

## 出版書籍
單行本
| 卷數 | 日文副標題 | 中文副標題       | 講談社         | 講談社                                                  | 東立出版社     | 東立出版社         |
| 卷數 | 日文副標題 | 中文副標題       | 發售日期       | ISBN                                                    | 發售日期       | ISBN               |
| ---- | ---------- | ---------------- | -------------- | ------------------------------------------------------- | -------------- | ------------------ |
| 1    |            | 黎明篇           | 2001年2月14日  | ISBN 978-4-06-312942-7                                  | 2005年5月25日  | ISBN 986-11-5834-0 |
| 2    |            | 上學篇           | 2001年7月13日  | ISBN 978-4-06-312998-4                                  | 2005年5月25日  | ISBN 986-11-5835-9 |
| 3    |            | 職棒篇           | 2001年11月14日 | ISBN 978-4-06-330144-1（限定版） ISBN 978-4-06-313048-5 | 2005年7月20日  | ISBN 986-11-6403-0 |
| 4    |            | 番外篇           | 2002年5月15日  | ISBN 978-4-06-362011-5（限定版） ISBN 978-4-06-363110-4 | 2005年7月20日  | ISBN 986-11-6404-9 |
| 5    |            | 天使篇           | 2002年9月13日  | ISBN 978-4-06-363149-4                                  | 2005年8月15日  | ISBN 986-11-6405-7 |
| 6    |            | 零點・離家出走編 | 2003年2月14日  | ISBN 978-4-06-363204-0                                  | 2005年8月15日  | ISBN 986-11-6406-5 |
| 7    |            | 悲願熱淚篇       | 2003年9月13日  | ISBN 978-4-06-363287-3                                  | 2005年9月15日  | ISBN 986-11-6407-3 |
| 8    |            | 起死回天篇       | 2003年11月17日 | ISBN 978-4-06-362026-9（限定版） ISBN 978-4-06-363310-8 | 2005年9月15日  | ISBN 986-11-6408-1 |
| 9    |            | 風雲篇           | 2004年3月17日  | ISBN 978-4-06-363344-3                                  | 2005年10月14日 | ISBN 986-11-6409-X |
| 10   |            | 四面楚歌篇       | 2004年7月15日  | ISBN 978-4-06-363399-3                                  | 2005年10月14日 | ISBN 986-11-6410-3 |
| 11   |            | 翌檜篇           | 2004年11月17日 | ISBN 978-4-06-363448-8                                  | 2005年11月8日  | ISBN 986-11-6411-1 |
| 12   |            | 不死鳥篇         | 2005年2月17日  | ISBN 978-4-06-363483-9                                  | 2005年11月8日  | ISBN 986-11-6412-X |
| 13   |            | 打擊・跑壘篇     | 2005年6月17日  | ISBN 978-4-06-363538-6                                  | 2005年11月30日 | ISBN 986-11-7274-2 |
| 14   |            | 刑警篇           | 2005年8月17日  | ISBN 978-4-06-363561-4                                  | 2005年12月13日 | ISBN 986-11-7522-9 |
| 15   |            | 千鈞一髮篇       | 2005年11月17日 | ISBN 978-4-06-363594-2                                  | 2006年4月6日   | ISBN 986-11-8362-0 |
| 16   |            | 轉業技巧篇       | 2006年3月17日  | ISBN 978-4-06-363638-3                                  | 2006年9月15日  | ISBN 986-11-8363-9 |
| 17   |            | 完結篇           | 2006年7月14日  | ISBN 978-4-06-363690-1                                  | 2006年12月4日  | ISBN 986-11-8839-8 |

廉價版
| 副標題 | 講談社        | 講談社                 |
| 副標題 | 發售日期      | ISBN                   |
| ------ | ------------- | ---------------------- |
|        | 2010年3月10日 | ISBN 978-4-06-374580-1 |
|        | 2010年4月14日 | ISBN 978-4-06-374597-9 |
|        | 2010年7月14日 | ISBN 978-4-06-374615-0 |
|        | 2010年8月11日 | ISBN 978-4-06-374634-1 |

### 相關書籍
導讀手冊
- ：2003年4月15日、ISBN 978-4-06-362024-5

繪本
| 卷數 | 副標題 | 講談社         | 講談社             |
| 卷數 | 副標題 | 發售日期       | ISBN               |
| ---- | ------ | -------------- | ------------------ |
| 1    |        | 2004年3月17日  | ISBN 4-06-364558-4 |
| 2    |        | 2004年11月17日 | ISBN 4-06-364605-X |

小說
- （作者：增本庄一郎）

2007年6月13日發售、ISBN 978-4-06-373305-1（講談社）

## 電視動畫
2003年10月2日到2004年3月25日於東京電視台播放，全26集。

### 製作人員
- 原作 - 野中英次
- 製作人 - 小林教子、西沢正智
- 企画製作人 - 森山敦
- 人物設計、總作画監督 - 音地正行
- 機械設計 - 竹内敦志
- 美術監督 - 吉原俊一郎
- 美術設定 - 平沢晃弘
- 色彩設定 - 土井和
- 攝影監督 - 古川誠
- 編輯 - 濱宇津妙子
- 音響監督 - なかのとおる
- 效果 - 野崎博樹
- 音樂 - 須磨邦雄
- 監督 - 桜井弘明
- 製作 - 東京電視台、Production I.G

### 主題曲
片頭曲〈純〉
作詞・作曲・編曲・歌 - 吉田拓郎
片尾曲
作詞・作曲・編曲 - 須磨邦雄 / 演奏 - 美狂乱
（19回、23回）
作詞 - 中旗潔 / 編曲 - 水谷公生 / 作曲・歌 - サンプラザ中野

### 各話列表
| 話數   | 分鏡              | 演出     | 作画監督          | 旁白                | 播放日期       |
| ------ | ----------------- | -------- | ----------------- | ------------------- | -------------- |
| 第1話  | 桜井弘明          | 畑中雅彦 | 石井明治          | 若本規夫            | 2003年 10月2日 |
| 第2話  | 釘宮洋            | 湖山禎崇 | 大久保徹          | -                   | 10月9日        |
| 第3話  | 山川吉樹          | 高橋順   | 東出太            | -                   | 10月16日       |
| 第4話  | 湖山禎崇          | 湖山禎崇 | 南伸一郎          | 中江真司            | 10月23日       |
| 第5話  | 東出太            | 鎌倉由実 | 波風立流          | 立木文彦            | 10月30日       |
| 第6話  | 桜井弘明 小倉陳利 | 高橋順   | 石井明治          | 石塚運昇            | 11月6日        |
| 第7話  | 湖山禎崇          | 湖山禎崇 | 窪田康高          | 大地丙太郎          | 11月13日       |
| 第8話  | 釘宮洋 桜井弘明   | 森脇真琴 | 増谷三郎          | 小林修              | 11月20日       |
| 第9話  | 釘宮洋 桜井弘明   | 畑中雅彦 | 南伸一郎 波風立流 | -                   | 11月27日       |
| 第10話 | 桜井弘明 政木伸一 | 高橋順   | 石井明治          | 大森章督            | 12月4日        |
| 第11話 | 湖山禎崇          | 湖山禎崇 | 窪田康高          | -                   | 12月11日       |
| 第12話 | 山川吉樹          | 鎌倉由実 | 増谷三郎          | -                   | 12月18日       |
| 第13話 | 釘宮洋            | 森脇真琴 | 大久保徹          | 太田真一郎          | 12月25日       |
| 第14話 | 奈須川充          | 高橋順   | 南伸一郎 奈須川充 | -                   | 2004年 1月8日  |
| 第15話 | 湖山禎崇          | 湖山禎崇 | 石井明治          | -                   | 1月15日        |
| 第16話 | 金子伸吾          | 畑中雅彦 | 大久保徹          | 田中信夫            | 1月22日        |
| 第17話 | 金子伸吾 湖山禎崇 | 鎌倉由実 | 増谷三郎          | 安井邦彦            | 1月29日        |
| 第18話 | 釘宮洋            | 高橋順   | 窪田康高          | -                   | 2月5日         |
| 第19話 | 山川吉樹          | 高橋順   | 南伸一郎 奈須川充 | 中村秀利            | 2月12日        |
| 第20話 | 奈須川充          | 森脇真琴 | 石井明治          | 土田大              | 2月19日        |
| 第21話 | 湖山禎崇          | 湖山禎崇 | 窪田康高          | -                   | 2月26日        |
| 第22話 | 釘宮洋            | 畑中雅彦 | 奈須川充          | -                   | 3月4日         |
| 第23話 | 湖山禎崇          | 鎌倉由実 | 大久保徹          | 銀河万丈            | 3月11日        |
| 第24話 | 山川吉樹          | 湖山禎崇 | 奈須川充 南伸一郎 | キートン山田        | 3月18日        |
| 第25話 | 錦織博            | 高橋順   | 石井明治          | 大塚明夫            | 3月25日        |
| 第26話 | 桜井弘明          | 畑中雅彦 | 大久保徹 窪田康高 | 来宮良子 大地丙太郎 | 3月25日        |

### 播放電視台
資料參考Production I.G官方網站上的情報。東京電視台的動畫官方網站上將瀨戶內電視台的播放時間記載成「每週星期二」。
| 播放地區       | 播放電視台   | 聯播網         | 播放日期                      | 播放時間             | 備註        |
| -------------- | ------------ | -------------- | ----------------------------- | -------------------- | ----------- |
| 關東廣域圈     | 東京電視台   | 東京電視台系列 | 2003年10月2日 - 2004年3月25日 | 星期四 25:00 - 25:15 | 製作電視台  |
| 愛知縣         | 愛知電視台   | 東京電視台系列 | 2003年10月7日 - 2004年3月30日 | 火曜 25:28 - 25:43   | 延遲5日放送 |
| 大阪府         | 大阪電視台   | 東京電視台系列 | 2003年10月7日 - 2004年3月30日 | 星期二 26:05 - 26:20 | 延遲5日放送 |
| 福岡縣         | TVQ九州放送  | 東京電視台系列 | 2003年10月7日 - 2004年3月30日 | 星期二 26:45 - 27:00 | 延遲5日放送 |
| 北海道         | TV北海道     | 東京電視台系列 | 2003年10月8日 - 2004年3月31日 | 星期三 25:30 - 25:45 | 延遲6日放送 |
| 岡山縣、香川縣 | 瀨戶內電視台 | 東京電視台系列 | 2003年10月9日 - 2004年4月1日  | 星期四 25:55 - 26:10 | 延遲7日放送 |

## 電影
日本於2005年7月23上映。

### 製作團隊
- 監督 - 山口雄大
- 劇本 - 増本庄一郎
- 構成 - 板尾創路
- 音樂 - 大森俊之
- 動作監督 - 下村勇二
- 後期製作 - NTT Media Lab
- 製作總指揮 - 大月俊倫
- 企画 - 佐谷秀美、大崎正人
- 製作人 - 鳥澤晋、中林千賀子
- 特別協力 - 講談社
- 製作協力 - P Productions
- 製作公司 - Suplex
- 製作 - 國王唱片、KLOCKWORX、Media Suit
- 發行、宣傳 - Media Suit
- 主題曲 - 氣志團《RUN☆BAKURATEN☆RUN》

### 電影原創角色演員
- 宇宙猿人Gori（声） - 小林清志
- 阿藤快 - 阿藤快（本人役）
- 松崎しげる - 松崎しげる（本人役）
- 橋本真也 - 橋本真也（本人役）
- 原住民 - 椿鮒子

## 外部連結
- マガメガ｜週刊少年マガジン｜魁!!クロマティ高校｜作品紹介｜講談社コミックプラス，存于（日語）
- テレビ東京・あにてれ 魁!!クロマティ高校 （页面存档备份，存于）（日語）
- StarChild：魁!!クロマティ高校 （页面存档备份，存于）（日語）
- 魁!!クロマティ高校 THE☆MOVIE （页面存档备份，存于）（日語）